# Алфёров, Герман Витальевич
Ге́рман Вита́льевич Алфёров (11 апреля 1934, Москва — 19 января 2012, там же) — заслуженный лётчик-испытатель СССР (1973), старший лейтенант запаса (1973).

## Биография
Родился 11 апреля 1934 года в Москве. В 1950 году окончил 3-й Московский городской аэроклуб. Занимался самолётным спортом в Центральном аэроклубе имени В. П. Чкалова, в 1952—1954 годах был в нём лётчиком-инструктором. В 1954 году окончил экстерном Центральную объединённую лётно-техническую школу ДОСААФ в городе Саранск.
В 1954—1982 — лётчик-испытатель ОКБ М. Л. Миля. Поднял в небо и провёл испытания вертолётов Ми-1НХ (в 1957 году), Ми-2 (в 1961 году), Ми-24 (в 1969 году), второго экземпляра В-12 (в 1973 году), второго экземпляра Ми-26 (в 1979 году). В качестве второго пилота участвовал в первых вылетах и испытаниях вертолёта Ми-6 (в 1957 году), Ми-10К (в 1966 году) и первого экземпляра вертолёта В-12 (в 1968 году). Провёл ряд испытательных работ на вертолётах Ми-1, Ми-2, Ми-4, Ми-6, Ми-8, Ми-10, Ми-24, Ми-26 и их модификациях.
После ухода с лётной работы до 1991 года трудился дежурным на аэродроме лётно-испытательного комплекса Московского вертолётного завода имени М. Л. Миля. Жил в Москве.
Умер 19 января 2012 года. Похоронен на Ваганьковском кладбище (44 уч.).

## Мировые авиационные рекорды
Установил 11 мировых авиационных рекордов (из них 2 — вторым пилотом):
- 30 октября 1957 года — 2 рекорда грузоподъёмности (вторым пилотом) на вертолёте Ми-6: высота с грузом 10.000 кг (2432 м) и максимальный груз, поднятый на высоту 2000 м (12.004 кг);
- 26 марта 1960 года — рекорд грузоподъёмности на вертолёте Ми-4: высота с грузом 1000 кг (7465 м);
- 23 сентября 1961 года — 2 рекорда грузоподъёмности на вертолёте Ми-10: высота с грузом 15.000 кг (2326 м) и максимальный груз, поднятый на высоту 2000 м (15.103 кг);
- 28 мая 1965 года — 4 рекорда грузоподъёмности на вертолёте Ми-10Р: высота с грузом 15.000, 20.000 и 25.000 кг (2840 м), а также максимальный груз, поднятый на высоту 2000 м (25.105 кг);
- 3 февраля 1982 года — 2 рекорда грузоподъёмности на вертолёте Ми-26: высота с грузом 25.000 кг (4100 м) и максимальная масса, поднятая на высоту 2000 м (56.768,5 кг).

## Награды
- орден Октябрьской Революции (27.04.1977)
- 2 ордена Трудового Красного Знамени (26.04.1971; 17.05.1982)
- 2 ордена Красной Звезды (1.09.1953; 22.07.1966)
- орден «Знак Почёта» (31.07.1961)
- медали

## Почётные звания
- Заслуженный лётчик-испытатель СССР (16.11.1973)
- Мастер спорта СССР (1954[2])